# Heinz-Lothar Barth
Heinz-Lothar Barth (* 1953) ist ein deutscher Altphilologe und Autor. Er ist ein Vertreter des katholischen Traditionalismus.

## Leben und Wirken
Barth studierte Klassische Philologie und Geschichte an der Rheinischen Friedrich-Wilhelms-Universität Bonn und arbeitete nach Promotion und Referendariat zunächst als Hochschulassistent. Von 1984 bis 2017 wirkte er als Dozent (Oberstudienrat im Hochschuldienst) für Latein und Griechisch an der Universität Bonn.
Barth ist Autor und Herausgeber zahlreicher Bücher und Schriften zu theologischen und liturgischen Themen. Er steht der Piusbruderschaft nahe und gilt als Kritiker bedeutender Kernaussagen des Zweiten Vatikanischen Konzils und anderer, von Traditionalisten als „modernistisch“ angegriffener Folgeentwicklungen des Konzils in der römisch-katholischen Kirche, insbesondere der im Anschluss an das Konzil umgesetzten Liturgiereform.
Er rief mit seiner Ehefrau Raphaela Barth die Studentenvereinigung Bonn – St. Thomas von Aquin ins Leben, mit der er seit 1996 die Schönenberger Sommerakademie organisiert, in deren Rahmen Vorträge und Seminare zu theologischen Themen für ein traditionalistisches Publikum stattfinden.

## Veröffentlichungen (Auswahl)
- Die Fragmente aus den Schriften des Grammatikers Kallistratos zu Homers Ilias und Odyssee (Edition mit Kommentar). Bonn 1984, OCLC 30871613 (zugleich Dissertation, Bonn 1982).
- Die Mär vom antiken Kanon des Hippolytos. Untersuchungen zur Liturgiereform. Ed. Una Voce, Köln 1999, ISBN 3-926377-21-6; Sarto-Verlag, Stuttgart 2008, ISBN 978-3-932691-38-6.
- Papst Johannes Paul II. Santo subito? Ein kritischer Rückblick auf sein Pontifikat. Sanctus-Verlag, Dettelbach 2007, ISBN 978-3-89754-905-0; Sarto-Verlag, Stuttgart 2011, ISBN 978-3-932691-80-5.
- Ist die traditionelle lateinische Messe antisemitisch? Antwort auf ein Papier des Zentralkomitees der Deutschen Katholiken (= Brennpunkt Theologie. Band 7). Sarto-Verlag, Altötting 2007, ISBN 978-3-932691-54-6.

- Hermeneutik der Kontinuität oder des Bruchs?. Aspekte der Theologie Papst Benedikts XVI. Sarto-Verlag, Bobingen 2012, ISBN 978-3-943858-08-2.

- Die verwirrende Theologie des Papstes Franziskus. Eine detaillierte Analyse seiner Stellungnahmen in Lehrschreiben, Ansprachen und Interviews mit einem Anhang von Weihbischof Athanasius Schneider zur Frage eines häretischen Papstes. Alverna Verlag, 2020, ISBN 978-3-906902-20-3.

- mit Josef Heinskill: Die Coronakrise. Überlegungen aus naturwissenschaftlicher und theologischer Sicht. Alverna Verlag, 2021, ISBN 978-3-906902-21-0.

- Christen in Ost und West. Wo wurde die apostolische Tradition treuer bewahrt? Sarto Verlagsbuchhandlung, Bobingen 2025, ISBN 978-3-96406-084-6.